# Черноспинный совиный козодой
Черноспинный совиный козодой, или новокаледонский совиный козодой, или черноспинный совиный лягушкорот, или новокаледонский совиный лягушкорот (лат. Aegotheles savesi) — крупная птица из семейства совиных козодоев, обитающая на острове Новая Каледония. Вид известен по двум экземплярам, добытым в 1880 и 1915 годах. Последние наблюдения этой птицы в дикой природе были сделаны в 1996 и 1998 годах во время специальных экспедиций.
Черноспинный совиный козодой был впервые описан отцом и сыном Лайардами в 1881 году как отдельный вид. Несмотря на это, долгое время ошибочно считался подвидом австралийского совиного козодоя.

## Описание
Длина тела единственного известного науке экземпляра самца совиного козодоя составляет 28 см, длина хвоста — 146,2 мм, плюсны — 33,2 мм, крыла — 158,6 мм (по другим данным, длина тела составляет 29 см, крыла — 163 мм, хвоста — 160 мм, клюва — 18,2 мм, плюсны — 33,5 мм). По всем показателям, кроме размеров крыла, этот вид превышает большого совиного козодоя (Aegotheles insignis) и молуккского совиного козодоя (Aegotheles crinifrons), его пропорции скорее напоминают вымерший вид Aegotheles novaezealandiae из Новой Зеландии. У черноспинного совиного козодоя короткие закруглённые крылья, длинный хвост и относительно длинные и крепкие лапы. В Новой Каледонии данный вид можно спутать с белогорлым южноазиатским козодоем (Eurostopodus mystacalis), который, однако, имеет более светлое оперение.
Оперение черноспинного совиного козодоя сверху чёрное, с узкими серовато-белыми полосками, снизу также очень тёмное, а полоски не так заметны. Ряд источников утверждает, что оперение сверху коричневое, а снизу немного светлее, повторяя ошибочное описание, данное американским биологом Эрнстом Майром в 1945 году. Известные иллюстрации, сделанные американским орнитологом Жаном Теодором Делакуром в 1966 году и Ханнекартом (Hannecart) и Летокартом (Yves Letocart) в 1983 году, основаны на австралийском совином козодое (Aegotheles cristatus) и могут содержать неточности.
Как и остальные представители семейства, черноспинные совиные козодои, по всей видимости, ведут преимущественно ночной образ жизни. Учёные, наблюдавшие полёт птицы, обратили внимание, что она регулярно машет крыльями, а в случае кратковременного скольжения держит их горизонтально или слегка опущенными вниз.
Вокализация неизвестна.

## Распространение
Черноспинный совиный козодой обитает на островах Новая Каледония и Маре, входящем в группу островов Луайоте, в составе Франции. Площадь ареала составляет 12 км². Сведения о среде обитания отсутствуют, хотя птица была отмечена во влажном вечнозелёном лесу около реки на высоте около 1000 метров над уровнем моря (по данным Международного союза охраны природы высота ареала не превышает 800 м). Американский орнитолог Сторрс Лавджой Олсон предположил, в том числе на основе анализа ископаемых остатков, что черноспинный совиный козодой заселял лесные массивы в глубине острова. Птицы, предположительно, ведут оседлый образ жизни.
Вид известен по двум экземплярам в музейных коллекциях. 11 апреля 1880 году черноспинный совиный козодой залетел через окно в дом в деревне около Нумеа. После этого представители вида долгое время не отмечались, и учёные полагали, что птица вымерла. В 1930-х годах черноспинного совиного козодоя видели на острове Маре, в 1950-х годах мёртвая птица была найдена в долине Чамба (Tchamba valley). В районе Паджита (Païta), недалеко от места обнаружения первого черноспинного совиного козодоя, в 1960 году была подстрелена похожая птица, однако подтвердить соответствие оказалось невозможно. В 1996 и 1998 году были отмечены звуковые сигналы, схожие с теми, которые издают австралийские совиные козодои. В ноябре 1998 года, после пяти месяцев исследований в Новой Каледонии, орнитологи Джозеф Тобиас (Joseph A. Tobias) и Джонатан Экстром (Jonathan M. M. Ekstrom) наблюдали птицу в долине реки Ни на юге острова, однако последующие полевые исследования в регионе не позволили обнаружить ни одного экземпляра. В 1999 году к данному виду был отнесён музейный экземпляр, полученный между 1913 или 1915 годом на острове Маре. Большие усилия по поиску птиц предпринимались в начале XXI века. В проекте 2002—2007 годов на поиски было потрачено около 500 человеко-дней, а в проекте 2003—2006 годов было опрошено более 120 местных жителей. Оказалось, однако, что эта птица местным жителям незнакома.
Ещё одним подтверждением существования вида являются ископаемые остатки, обнаруженные в пещере в 65 км к северо-западу от Нумеа, которые относят к позднему четвертичному периоду. Появление совиных козодоев на острове говорит о том, что, возможно, в прошлом птицы перемещались на большие расстояния. С другой стороны, это может служить показателем того, что они оказались на островах, когда те были расположены ближе к континенту.
В 1994 году Международный союз охраны природы отнёс данный вид к вымирающим, а в 2000 году повысил статус до видов на грани полного исчезновения. Считается, что птицы страдают от потери среды обитания, связанной с пожарами и вырубкой леса, и от интродуцированных хищных млекопитающих, в особенности крыс и кошек, которые разоряют гнёзда в дуплах деревьев.

## Питание
На музейном экспонате черноспинного совиного козодоя стоит отметка о том, что он питается жуками (Coleoptera), сделанная, предположительно, на основании содержимого желудка. В 1998 году птицу наблюдали во время вечерней охоты, когда она несколько раз пролетала и пропадала, усаживаясь, по всей видимости, на насест. В этом случае поведение представителей данного вида отличается от остальных совиных козодоев, которые совершают редкие полёты, а в основном сидят неподвижно на насесте. Учитывая, что лапы черноспинного козодоя сильнее, чем у остальных представителей семейства, учёные предполагают, что они чаще отдыхают на земле, чем на ветках деревьев.

## Размножение
Никакой информации о размножении данного вида нет. Другие представители семейства откладывают от двух до пяти яиц преимущественно в дуплах деревьев.

## Систематика
Черноспинный совиный козодой был впервые описан отцом и сыном Лейардами в 1881 году на основе экземпляра, полученного годом ранее. Находку передали Савесу (Saves), который, в свою очередь, предоставил её Лейардам. В первоначальном описании, сделанном ими, говорится, что данный экземпляр не похож окраской и размерами ни на один из известных видов совиных козодоев.
Вместе с тем, долгое время таксон считался подвидом австралийского совиного козодоя, распространённого в Австралии и Тасмании. Такое предположение сделал в 1945 году Майр, а в работе 1966 года Делакур использовал название Aegotheles cristatus savesi. Размеры черноспинного совиного козодоя, однако, позволили учёным предположить, что он ближе новозеландскому виду. Тесная взаимосвязь данного таксона с Aegotheles novaezealandiae, вымершим около 1200 года, была показана Думбахером. По всей видимости, черноспинный совиный козодой является промежуточным этапом между ним и современными представителями семейства. Согласно другим исследованиям, ближе всего вид расположен к австралийскому совиному козодою и полосатому совиному козодою (Aegotheles bennettii), вместе с которыми относится учёными к «наименее развитым» представителям семейства.